# Сан Луис (Аржентина)
 Тази статия е за града в Аржентина.  За града в Аризона, САЩ вижте Сан Луис.  
Сан Луис (на испански: San Luis) е град в Аржентина, административен център на едноименната провинция Сан Луис.

## Обща информация
Сан Луис е разположен в планински район, в подножието на планините Сиера де Кордоба, по протежение на северния бряг на река Чорийос, на 762 м надморска височина. Климатът е умерен и сух, със средна юлска температура между 3° и 15º, средна януарска температура между 18° и 31°, и средногодишна температура от 17 °C.
Национално шосе № 7 свързва Сан Луис с градовете Мендоса (255 км на запад) и Буенос Айрес (791 км на изток). В Сан Луис има летище, разположено на около 3 км северно от центъра на града и има редовни полети до столицата Буенос Айрес.

## История
Сан Луис е основан през 1594, но поради постоянните индиански нападения испанците били принудени да го изоставят.
През 1596 г. Сан Луис е основан повторно под името San Luis de Loyola Nueva Medina de Río Seco (Сан Луис де Лойола Нуева Медина де Рио Секо).
През 1875 г. градът е свързан със столицата с железопътна линия.
В края на ХІХ век населението е около 7000 жители. Според преброяването през 2001 г. в града живеят 153 322 души, а заедно с населението в предградията – 162, 011 души.

## Икономика
Сан Луис е един от най-големите индустриални центрове на Аржентина. Развита е текстилната промишленост, производство на керамика, пластмаси, хартия, както и селското стопанство.

## Култура
Сред забележителностите на Сан Луис са градската катедрала в неокласически стил, бившата жп гара, построена през 1882 г., днес преустроена в културен център, провинциалният музей "Dora Ochoa de Masramón", конния паметник на генерал Хосе де Сан Мартин, множество сгради и музеи в колониален стил.

## Галерия
- Сградата на Общината
- Банко Хипотекарио
- Катедралата на Сан Луис
- Търговски център